# Sterrenhoop

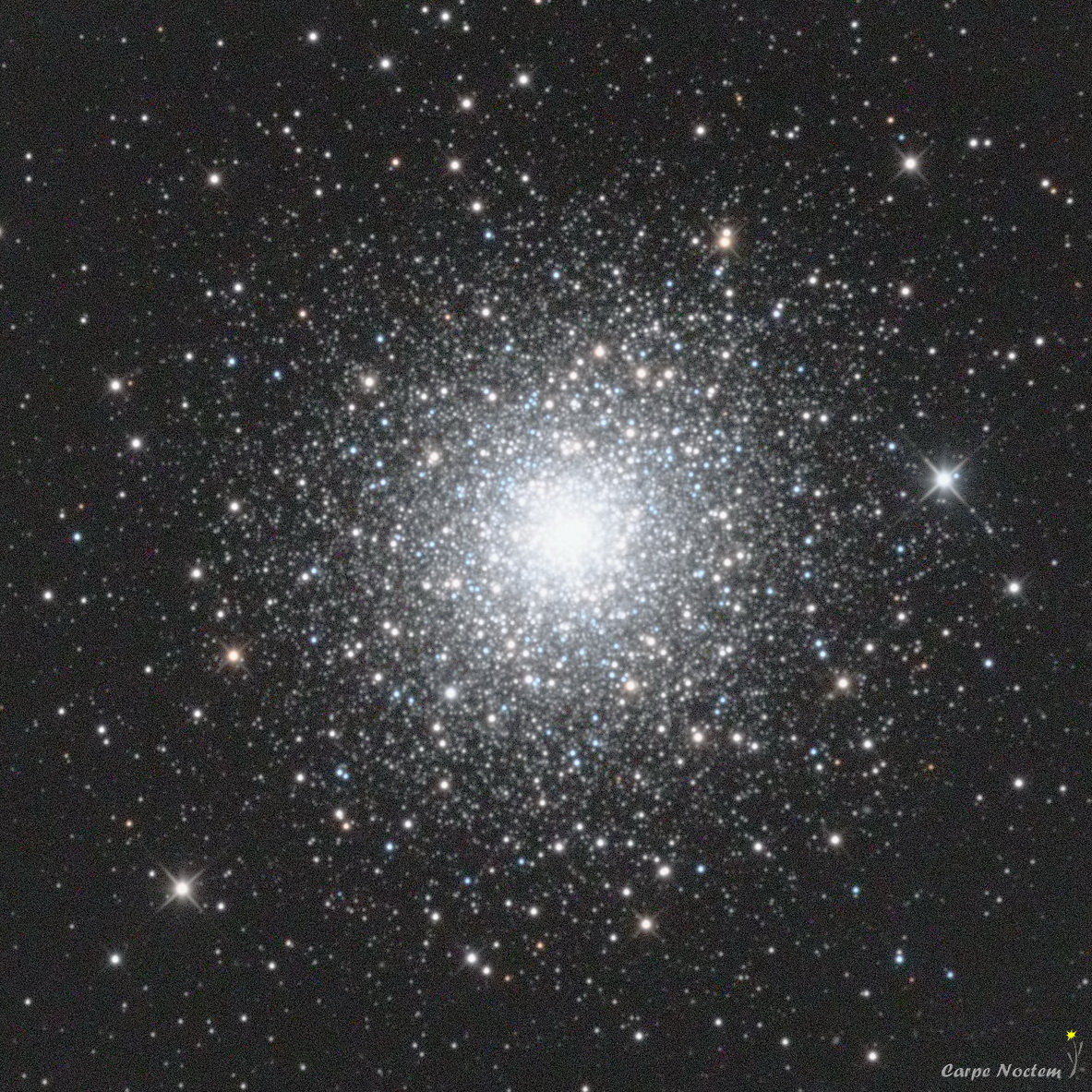
Bolvormige sterrenhoop Messier 92, in natuurgetrouwe kleuren.

Een sterrenhoop, ook wel sterhoop genoemd (in Engels jargon cluster), is een grote groep van sterren. Men onderscheidt twee vormen: de bolvormige sterrenhoop en de open sterrenhoop. Bolvormige sterrenhopen zijn nauwe groepen van honderden tot miljoenen oude sterren, die door de zwaartekracht bij elkaar blijven. Open sterrenhopen bestaan daarentegen meestal uit minder dan een paar honderd sterren, zijn wat losser in samenhang en bestaan vaak uit erg jonge sterren. Open sterrenhopen raken na verloop van tijd verstoord door de zwaartekracht van moleculaire reuzenwolken tijdens hun beweging door een sterrenstelsel. Toch zullen de leden van een sterrenhoop in ruwweg dezelfde richting door de ruimte blijven reizen, al is de onderlinge verbinding van zwaartekracht verbroken. Men spreekt in zo'n geval van een sterassociatie, of soms van een moving group.
Sterrenhopen die met het blote te oog te zien zijn: Zevengesternte (Plejaden) (M45), Hyaden en Praesepe (M44).

## Bolvormige sterrenhoop

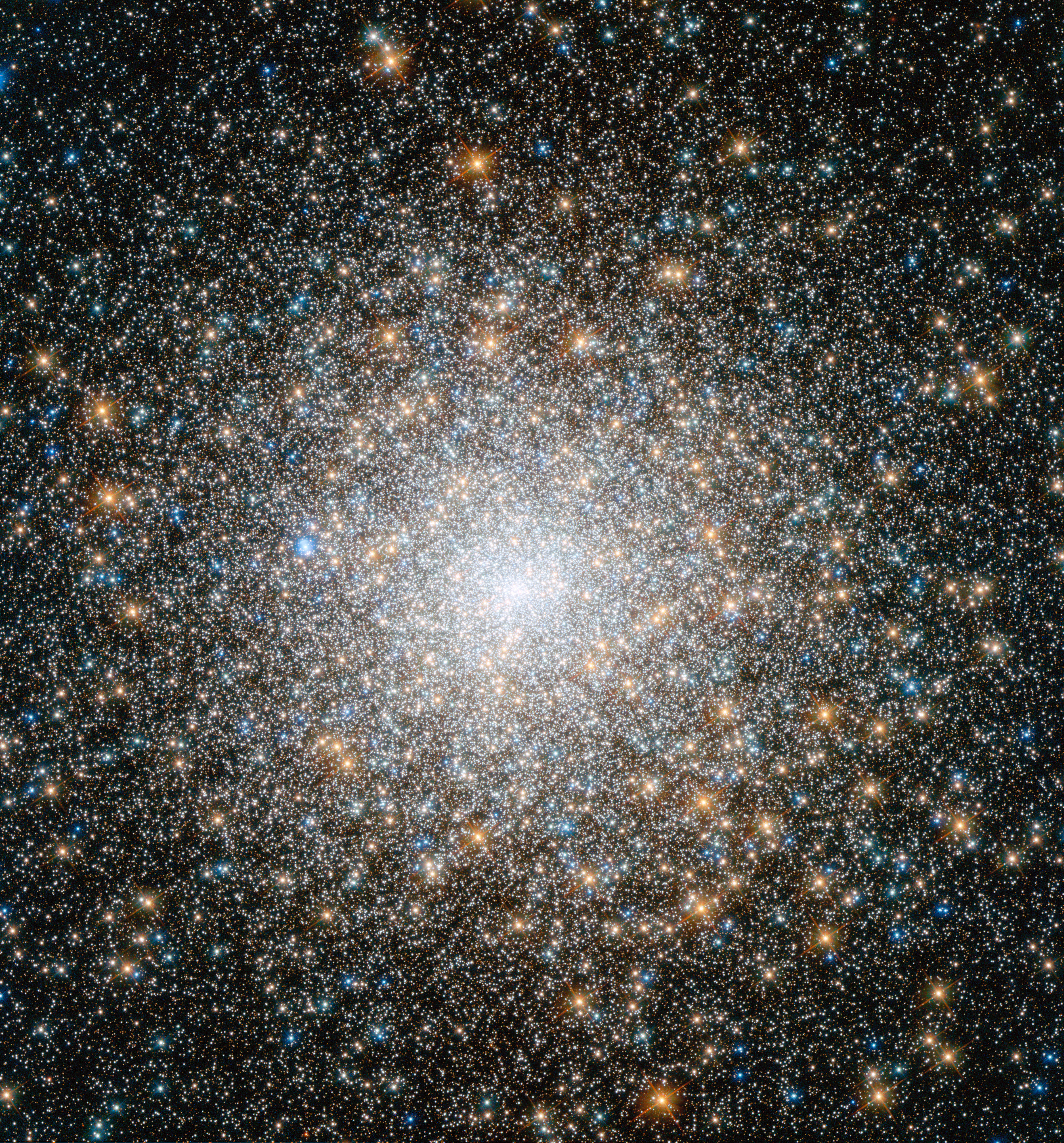
De bolvormige sterrenhoop Messier 15, gefotografeerd met ruimtetelescoop Hubble

Bolvormige sterrenhopen, bolvormige sterhopen, of bolhopen zijn min of meer sferische groeperingen van tienduizend tot enkele miljoenen sterren groot, relatief dicht op elkaar gepropt, in een gebied van 10 tot 30 lichtjaar in doorsnee. Normaal gesproken zijn dit hele oude sterren van populatie II - slechts een paar honderd miljoen jaar jonger dan het universum zelf. Het zijn dan ook meestal gele en rode sterren, die uit minder dan twee zonnemassa bestaan. Zulke sterren treft men aan in bolvormige sterrenhopen omdat hetere en zwaardere sterren reeds lang geleden als supernova geëxplodeerd zullen zijn of via een planetaire nevelfase reeds geëvolueerd zouden zijn tot een witte dwerg. Toch zijn er soms wel zeldzame blauwe sterren in bolhopen te vinden. Ze worden verondersteld te zijn gevormd door samensmeltingen van sterren, in deze relatief dichtbevolkte gebieden; men noemt deze sterren blauwe dwaalsterren.
In het Melkwegstelsel zijn bolhopen ongeveer sferisch verspreid over het galactische halo, rondom het galactisch centrum. Ze zijn in omloop van het centrum, in een sterk elliptische baan. In 1917 was astronoom Harlow Shapley de allereerste om een betrouwbare afstandsbepaling te produceren van de afstand van onze Zon naar het galactisch centrum. Dit deed hij aan de hand van de verspreiding van bolvormige sterrenhopen.
Tot het midden van de jaren 90 van de vorige eeuw waren bolvormige sterrenhopen een groot mysterie in de astronomie. Ons toenmalig begrip van sterevolutie dicteerde namelijk dat zeer oude sterren uit bolhopen de geschatte leeftijd van het universum overschreden. Later werd echter aan de hand van stevig verbeterde afstandsmetingen met Hipparcos aan bolhopen en door steeds nauwkeurigere metingen van de wet van Hubble dit mysterie opgelost: deze zeer oude sterren bleken toch een paar honderd miljoen jaar jonger dan het 13,8 miljard jaar oude heelal.
Ons eigen sterrenstelsel heeft ongeveer 150 bolhopen, waarvan sommige wellicht zijn ingevangen uit kleinere sterrenstelsels, die de Melkweg uiteen heeft getrokken. Zo lijkt dit het geval te zijn met Messier 79 (NGC 1904). Sommige sterrenstelsels zijn veel rijker in bolvormige sterrenhopen: het enorme elliptische sterrenstelsel Messier 87 heeft er meer dan duizend.
Een aantal van de felste bolvormige sterrenhopen zijn met het blote oog zichtbaar, waarvan de felste, Omega Centauri, sinds de oudheid bekend is en zelfs als ster beschreven werd voordat de telescoop werd uitgevonden. De meest lichtsterke bolhoop aan de hemel van het noordelijk halfrond is de Herculesbolhoop in sterrenbeeld Hercules.

### Supersterrencluster
Supersterrenclusters zijn zeer grote gebieden met recente sterformatie. Men vermoedt dat ze de voorlopers zijn van bolvormige sterrenhopen. Een goed voorbeeld hiervan is Westerlund 1 in de Melkweg.

## Open sterrenhoop

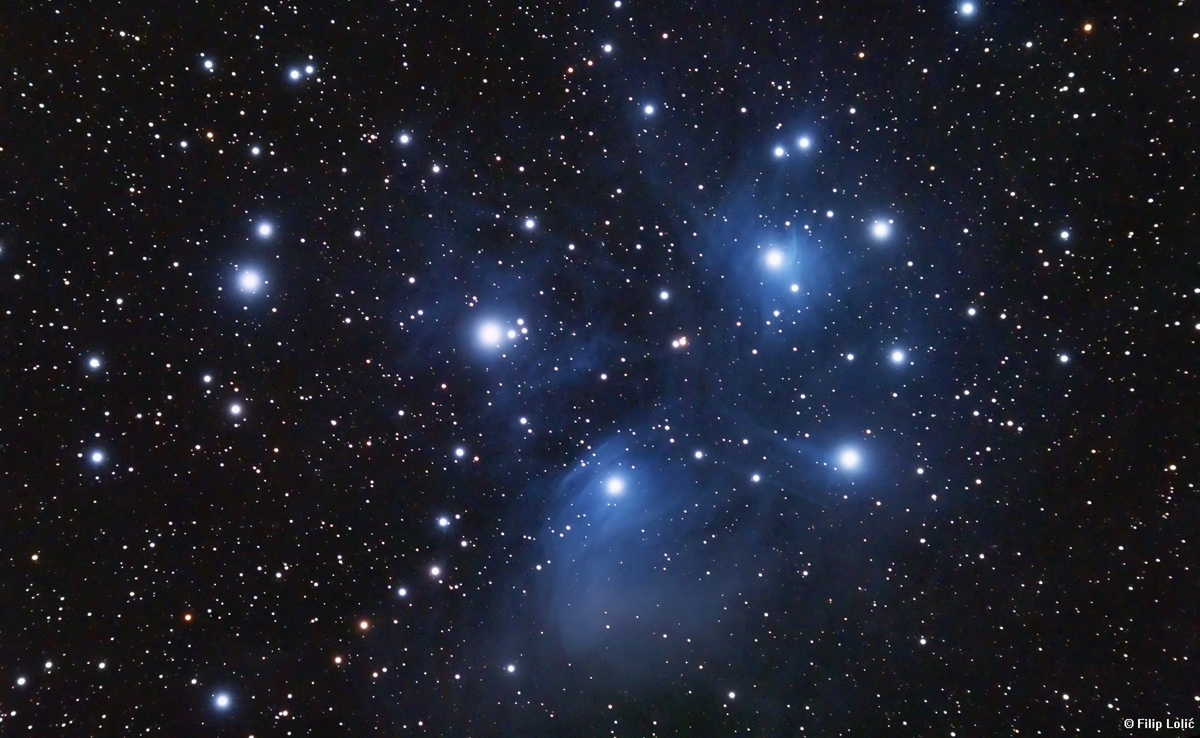
Het Zevengesternte (voorheen de Pleiaden): een open sterrenhoop met voornamelijk blauwe, hete sterren, omgeven door reflecterende nevels

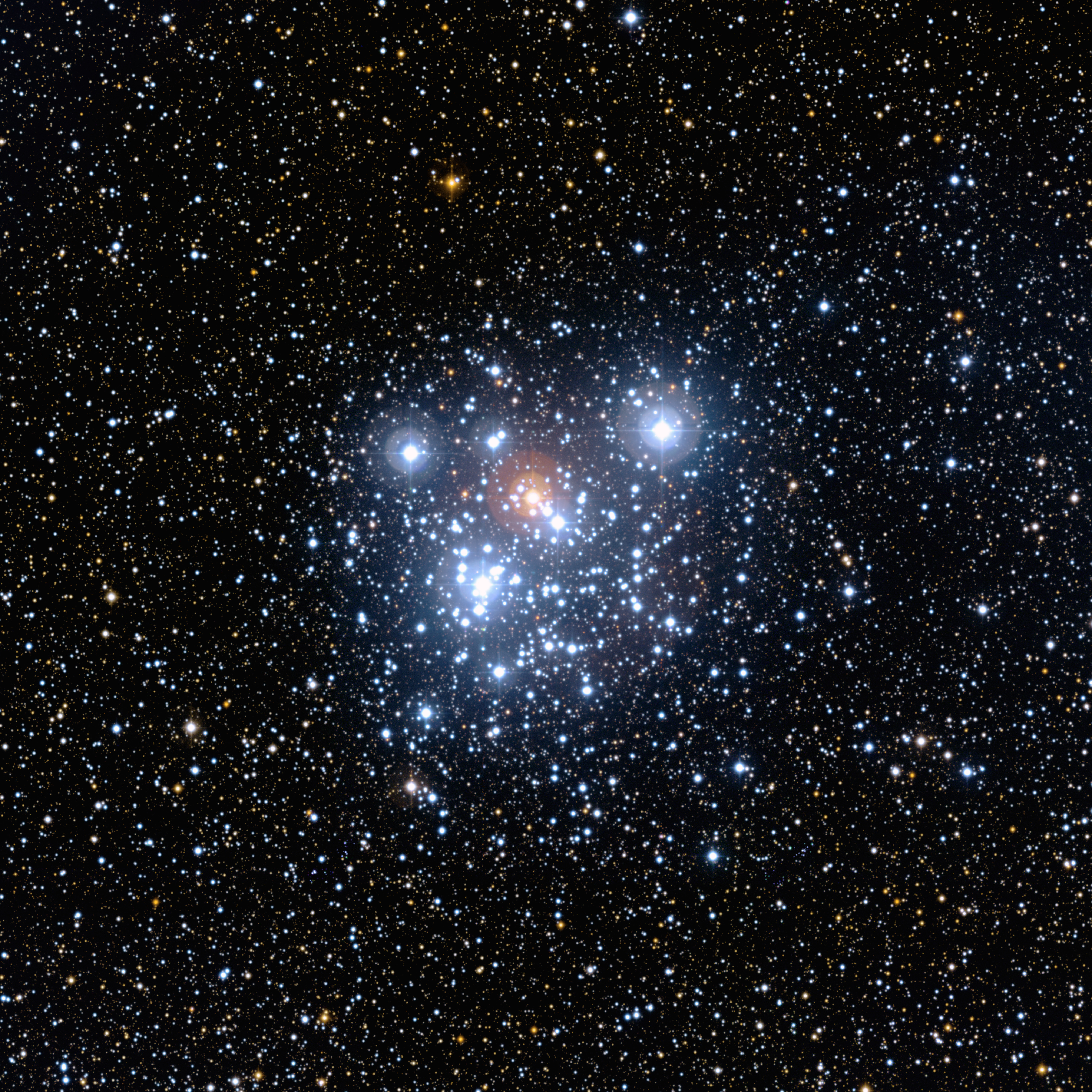
De open sterrenhoop NGC 4755

Open sterrenhopen, of open clusters, verschillen sterk van bolvormige sterrenhopen. In tegenstelling tot de sferisch verdeelde bolhopen vinden we ze alleen in het galactisch vlak van een sterrenstelsel. Ook worden ze in tegenstelling tot bolhopen bijna altijd gevonden in spiraalarmen. Ze bestaan veelal uit jonge objecten, tot zo'n tientallen miljoenen jaren oud. Er zijn zeldzame uitzonderingen van een paar miljard jaar oud, zoals Messier 67. Dit is de dichtstbijzijnde en meest bestudeerde oude open cluster. Ze vormen H-II-gebieden zoals de Orionnevel.
Open sterrenhopen bevatten doorgaans tot een paar honderd sterren, in een gebied tot circa 30 lichtjaar in doorsnee. Ze zijn veel dunner bevolkt dan bolhopen en daardoor ook minder sterk door zwaartekracht gebonden. Met verloop van tijd worden ze dan ook uit elkaar getrokken door zwaartekracht van moleculaire reuzenwolken en andere sterrenhopen. Ook als de leden van een sterrenhoop rakelings langs elkaar scheren, kan dit ertoe leiden dat een ster uit een hoop wordt gekatapulteerd.
De best bekende open sterrenhopen zijn het Zevengesternte en de Hyaden in Stier. De dubbelcluster Caldwell 14 (bestaand uit NGC 869 en NGC 884) kan ook opvallend zijn tijdens (zeer) donkere avonden. In open sterrenhopen treft men veelal hete, jonge blauwe sterren aan, hoewel dit soort ster een relatief kort leven beschoren is. Een open sterrenhoop zal namelijk meestal uit elkaar vallen voordat deze sterren aan hun levenseinde komen.
Dankzij het vaststellen van nauwkeurige afstanden tot open sterrenhopen kan de verhouding tussen lichtkracht en perioden van de veranderlijke sterren Cepheïden worden vastgesteld. Deze sterren worden nu veelvuldig gebruikt voor astronomische afstandsmetingen. Ze zijn erg fel en worden gebruikt voor het berekenen van afstanden tot sterrenstelsels tot het bepalen van de uitdijingssnelheid van het heelal (wet van Hubble). Zo zitten er in open sterrenhoop NGC 7790 drie klassieke Cepheïden die elementair zijn voor zulke metingen.

### Ingebedde sterrenhoop

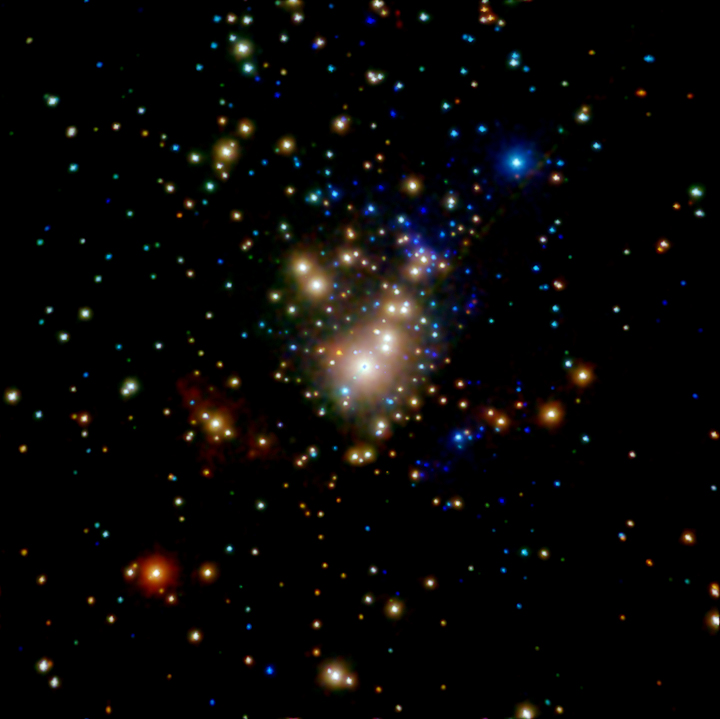
De ingebedde sterrenhoop Trapezium kan in de golflengte van röntgenstraling goed gezien worden, doordat hij de wolk waarin deze is ingebed, doordringt.

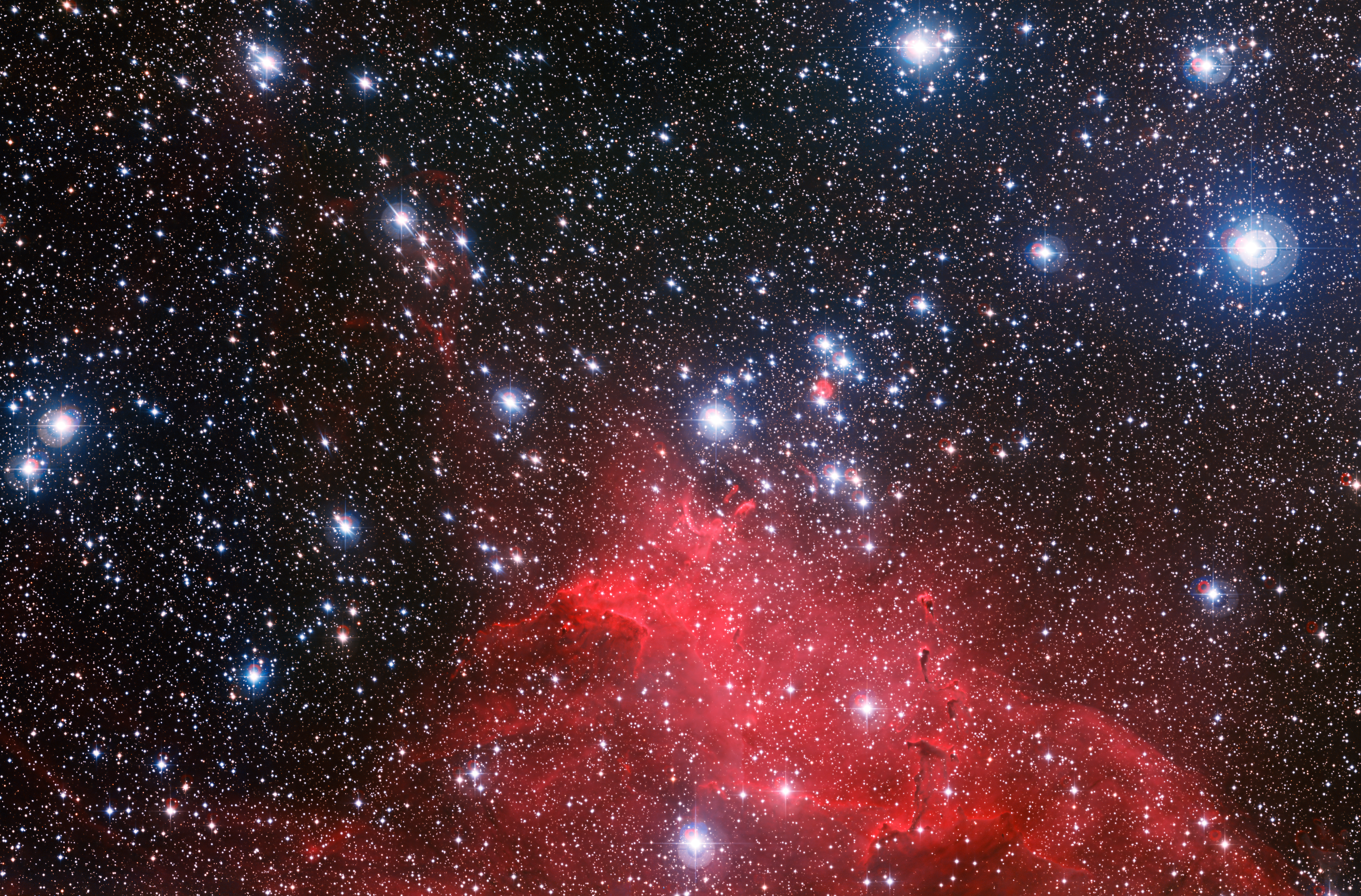
Sterrenhoop NGC 3572 in zijn spectaculaire omgeving

Ingebedde sterrenhopen zijn groepen van zeer jonge sterren die gedeeltelijk of volledig omgeven worden door kosmisch stof, dat vaak ondoordringbaar is bij optische observaties. Ingebedde sterrenhopen vormen in moleculaire wolken, als de wolken samentrekken en sterren gaan vormen. In deze gebieden vindt vaak continu stervorming plaats, waardoor men in een ingebedde sterrenhoop verschillende vormen van jonge stellaire objecten kan vinden, zoals protosterren, T Tauri-sterren en Herbig Ae/Be sterren. Een mooi voorbeeld is de Trapeziumcluster (zie rechts) in de Orionnevel.
De levensduur van een ingebedde sterrenhoop als zodanig is 'slechts' een paar miljoen jaar. Na verloop van tijd zal het gas van de wolken uiteengedreven worden door zaken als stralingsdruk, sterrenwind, jets en supernovaexplosies. Over het algemeen zal minder dan 30% van de massa uit de wolken opgenomen worden door sterren voordat deze zijn verdreven. Dit percentage kan wel hoger zijn in bijzonder dikke delen van de wolken. Terwijl deze wolken worden geabsorbeerd, verandert ook de totale energiehuishouding van het systeem, wat vaak zal leiden tot de ontbinding van de sterrenhoop. De meeste jonge ingebedde sterrenhopen vallen dan ook kort na het einde van de stervorming uiteen.
De open sterrenhopen die men in de Melkweg aantreft zijn ontstaan uit ingebedde sterrenhopen, die de vroege sterrenhoopevolutie hebben weten te doorstaan. Tevens geldt voor nagenoeg alle vrij vliegende sterren, dus ook voor onze Zon, dat ze ontstaan zijn in ingebedde sterrenhopen, die uiteen zijn gevallen.

## Sterrennevel
Een sterrennevel is een grote groep van veel sterren, verspreid over vele lichtjaren ruimte; de sterren zijn geen onderdeel van enige structuur maar bevinden zich in een gebied met een grotere sterdichtheid dan gewoonlijk. Voorbeelden zijn de Sagittarius Sterrennevel en NGC 206.

## Tussenvormen

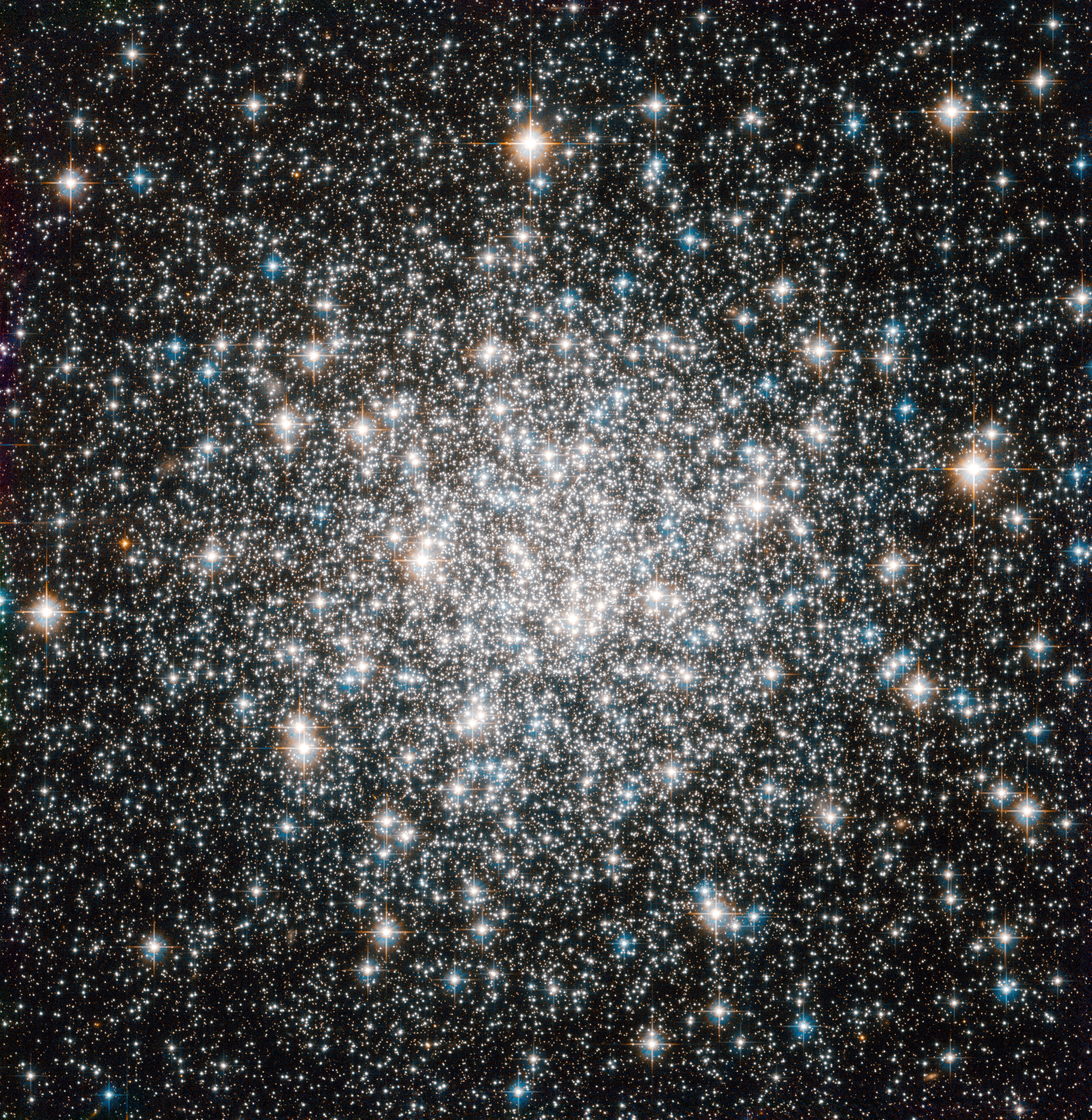
Bolvormige sterrenhoop Messier 68 heeft een doorsnee van meer dan honderd lichtjaar.

In 2005 zijn astronomen erin geslaagd een nieuw type sterrenhoop te ontdekken in het Andromedastelsel (M31). Dit nieuwe type lijkt op veel manieren op een bolvormige sterrenhoop, maar is minder compact. Dit type is in de Melkweg niet gesignaleerd. Deze drie ontdekte sterrenhopen zijn M31WFS C1, M31WFS C2 en M31WFS C3.
Deze recent ontdekte sterrenhopen bevatten honderdduizenden sterren, net zoals bolhopen. Ze hebben meer dingen gemeen met bolhopen, zoals de opmaak van de sterpopulatie en het metaalgehalte. Het grote verschil zit in de omvang: ze zijn honderden lichtjaren groot en honderden maal dunner bevolkt. De afstanden tussen de sterren zijn dus groter. Deze sterrenhopen hebben eigenschappen ergens tussen die van bolvormige sterrenhopen en bepaalde dwergsterrenstelsels in.
Hoe deze sterrenhopen ontstaan is nog niet bekend, maar hun vormingsproces zou wel eens gerelateerd kunnen zijn aan dat van bolhopen. Waarom het Andromedastelsel ze wel heeft en de Melkweg niet, weet nog niemand. Het is nog onbekend of andere sterrenstelsels ze hebben, hoewel het erg onwaarschijnlijk is dat het Andromedastelsel het enige stelsel zou zijn met dit soort uitgesmeerde sterrenhopen.
Nog een ander soort sterrenhoop zijn de faint fuzzies (flauwe pluizigen), die tot dusver louter in lensvormige sterrenstelsels zijn gevonden, zoals NGC 1023 en NGC 3384. Karakteristieke eigenschappen zijn de grotere omvang dan bolhopen en een ringachtige verspreiding rond het centrum van hun sterrenstelsels. Het zijn schijnbaar oude objecten.

## Het nut voor de astronomie

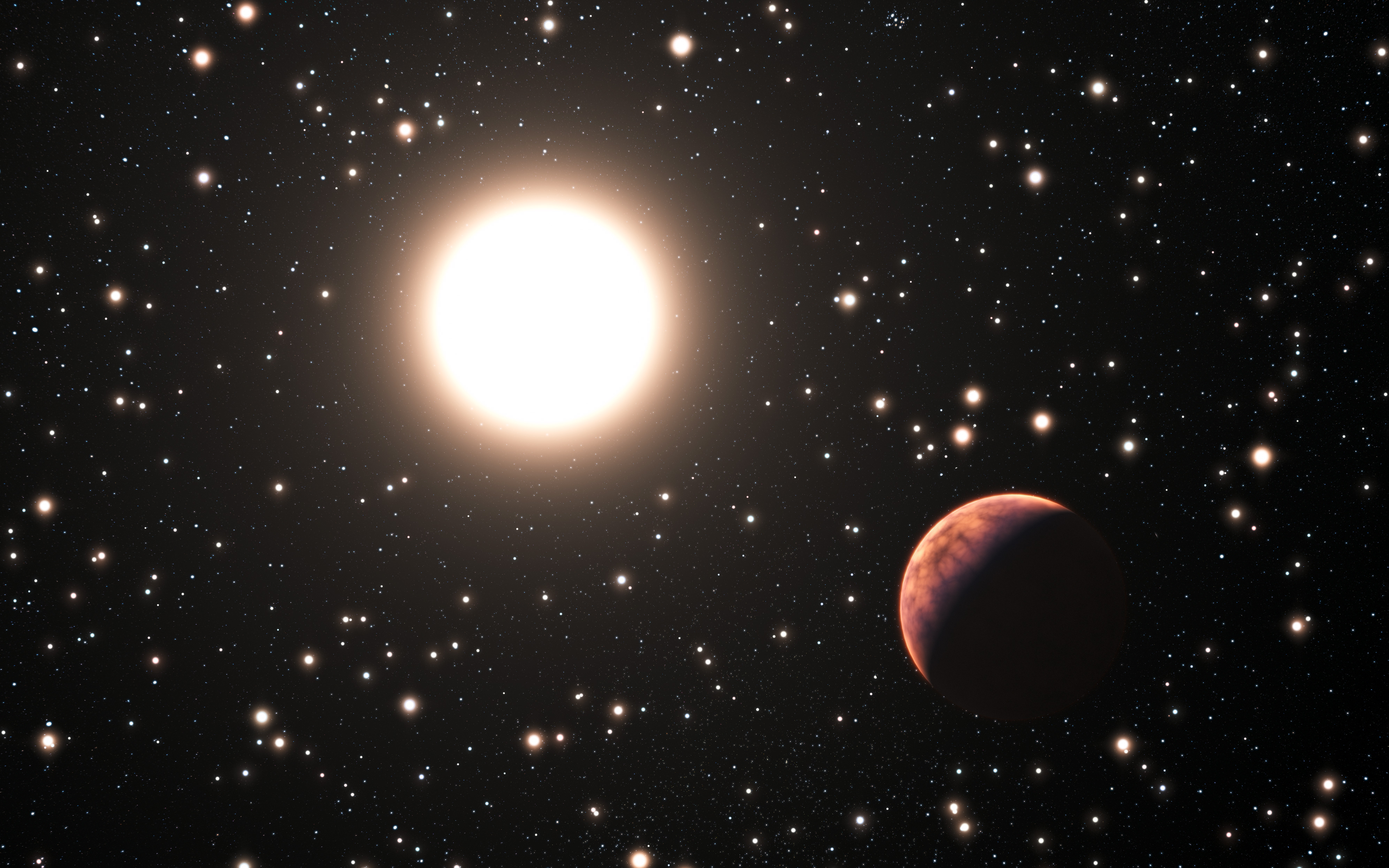
Artistieke impressie van een ontdekte ster met exoplaneet in sterrenhoop Messier 67, waar de nachtelijke hemel voller dan op Aarde is

Sterrenhopen zijn van belang voor meerdere aspecten van astronomie. Doordat de sterren uit een sterrenhoop ruwweg op hetzelfde moment zijn ontstaan, zijn de verschillende eigenschappen van de sterren nagenoeg resultaten van hun massahoeveelheid. Onze theorieën van sterevolutie vertrouwen op observaties van open sterrenhopen en bolvormige sterrenhopen.
Sterrenhopen zijn ook van cruciaal belang bij het berekenen van astronomische afstandsmetingen. Een paar van de meest nabije sterrenhopen zijn dichtbij genoeg om de afstand met bewegingsparallax te kunnen bepalen. Een Hertzsprung-Russelldiagram kan hiervan worden opgetekend waarvan de absolute waarden van de lichtkracht bekend zijn. Dit diagram kan worden vergeleken met een sterrenhoop waarvan de afstand niet bekend is. Nu vergelijkt men de posities op de hoofdreeks met dat van de eerste sterrenhoop om de afstanden goed in te kunnen schatten. Hierbij moet onder andere rekening gehouden worden met extinctie en sterpopulatie.
Veel sterren in de Melkweg, inclusief onze Zon, zijn in eerste instantie ontstaan binnenin ingebedde sterrenhopen, die nu allang vervlogen zijn. Dit betekent ook dat eigenschappen van sterren en hun planeten beïnvloed kunnen zijn door de vroege omstandigheden van deze sterrenhopen. Dit lijkt zeker op te gaan voor het zonnestelsel, waarin de overvloeden van zeldzame stoffen het gevolg moeten zijn van een supernova van een nabije ster, vroeg in de geschiedenis van het ontstaan.

## Enkele bekende sterrenhopen
- Het Zevengesternte (Pleiaden), een open sterrenhoop in het sterrenbeeld Stier (Taurus).
- Praesepe (Kribbe) (M44) een open sterrenhoop in het sterrenbeeld Kreeft (Cancer).
- h en χ Persei, een dubbele sterrenhoop.
- De Herculesbolhoop, een bolvormige sterrenhoop in het sterrenbeeld Hercules
- 47 Tucanae, een felle bolvormige sterrenhoop in het sterrenbeeld Toekan.

## Telescopische asterismen
Een sterrenhoop waarvan het aantal sterren vrij gering is kan soms aangeduid worden als telescopisch asterisme. Dit soort sterrenhoop ziet er met behulp van een telescoop uit als een mini-sterrenbeeld en laat ons een pareidolia zien (een eenvoudige schematische weergave van een bekend voorwerp, een dier, of een gezicht). De lijst van de reeds ontdekte telescopische asterismen is vrij lang, maar kan nog langer gemaakt worden dankzij ervaren astronomen (alsook amateur-astronomen) die ofwel de sterrenhemel waarnemen per telescoop, ofwel de online fotografische Google-Sky sterrenkaart onderzoeken.

## Nomenclatuur

In 1979 heeft de Internationale Astronomische Unie tijdens de 17e algemene bijeenkomst aanbevolen dat nieuw ontdekte sterrenhopen, open of bolvormig, in ons sterrenstelsel zullen worden aangeduid volgens de vuistregel "Chhmm±ddd". Men begint altijd met de prefix C, waarna h, m en d de coördinaten voorstellen van het centrum van de sterrenhoop in uren en minuten van rechte klimming, dan de graden van declinatie. Deze aanduiding, eenmaal bepaald, dient niet te worden veranderd, zelfs al mochten daaropvolgende metingen van het centrum nauwkeuriger blijken dan het origineel.